# Foo Fighters (álbum)
| Críticas profissionais | Críticas profissionais |
| Avaliações da crítica  | Avaliações da crítica  |
| Fonte                  | Avaliação              |
| ---------------------- | ---------------------- |
| Allmusic               | [ 1 ]                  |
| Rolling Stone          | [ 2 ]                  |
| Robert Christgau       | [ 3 ]                  |

Foo Fighters é o álbum de estreia da banda americana Foo Fighters, foi lançado no dia 4 de julho de 1995.
Teve origem de uma fita demo que Dave Grohl fez, onde ele tocava todos os instrumentos.

## Gravação e turnê de divulgação
Dave Grohl passou quatro anos como baterista da banda grunge Nirvana. Nesse período desenvolveu uma série de composições não divulgadas, uma forma de preservar a interação do grupo. Em contrapartida Dave gravou algumas demos em estúdio, sendo que algumas canções foram compiladas no álbum Pocketwatch, lançado com o pseudônimo "Late!", em 1992. Kurt Cobain, ao saber que Dave estava a grava com Barrett Jones, pediu pra ouvir o material. Segundo Dave, ele ouviu as versões demo de Alone + Easy Target, Exhausted e Big Me, tendo gostado bastante das duas primeiras a ponto de sugerir que elas se tornassem músicas do Nirvana, algo que infelizmente não ocorreu devido ao próprio Dave desencorajar Kurt, talvez temendo que isso mais tarde acabasse em uma disputa por poder criativo que resultasse no fim do grupo.
Após a morte de Kurt Cobain em Abril de 1994, Grohl considerou abandonar a música, mas eventualmente resolveu gravar como "experiência catártica" suas composições. Em Outubro do mesmo ano, Grohl entrou no Robert Lang's Studio em Seattle com o amigo e produtor musical Barrett Jones. No espaço de uma semana, Grohl gravou as faixas cantando e tocando todos os instrumentos, com exceção de uma guitarra em "X-Static" por Greg Dulli do grupo americano Afghan Whigs. Para manter o anonimato, Grohl escolheu o nome "Foo Fighters" para criar a ilusão de que era uma banda em vez de "aquele cara do Nirvana".
Grohl passou fitas das gravações para amigos, e eventualmente atraiu a atenção de gravadoras. Eventualmente um contrato foi assinado com a Capitol Records por Grohl conhecer o presidente Gary Gersh desde que ele era da gravadora do Nirvana. A fita se tornou o primeiro álbum do Foo Fighters, também intitulado Foo Fighters.
Para divulgar o trabalho e tocar as músicas ao vivo, Grohl decidiu montar uma banda completa. Grohl chamou o guitarrista Pat Smear, que tocara no The Germs e era membro da banda de turnê do Nirvana, e após tomar conhecimento sobre o fim da banda conterrânea de rock alternativo Sunny Day Real Estate, convocou o baixista Nate Mendel e o baterista William Goldsmith. A banda realizou sua primeira turnê ainda em 1995 abrindo concertos para Mike Watt. O Foo Fighters tocaria cerca de 190 vezes ao longo de 1995 e 1996.
Seu primeiro single "This Is a Call" foi lançado em junho de 1995, e o álbum de estreia no mês seguinte. "I'll Stick Around" e "Big Me" foram os singles lançados nos meses seguintes.

## Faixas
Todas as faixas por Dave Grohl.
| N.º            | Título              | Duração |  |
| 1.             | "This Is a Call"    | 3:53    |  |
| 2.             | "I'll Stick Around" | 3:52    |  |
| 3.             | "Big Me"            | 2:12    |  |
| 4.             | "Alone+Easy Target" | 4:05    |  |
| 5.             | "Good Grief"        | 4:01    |  |
| 6.             | "Floaty"            | 4:30    |  |
| 7.             | "Weenie Beenie"     | 2:45    |  |
| 8.             | "Oh, George"        | 3:00    |  |
| 9.             | "For All the Cows"  | 3:30    |  |
| 10.            | "X-Static"          | 4:13    |  |
| 11.            | "Wattershed"        | 2:15    |  |
| 12.            | "Exhausted"         | 5:45    |  |
| Duração total: | Duração total:      | 44:01   |  |